# 선술집

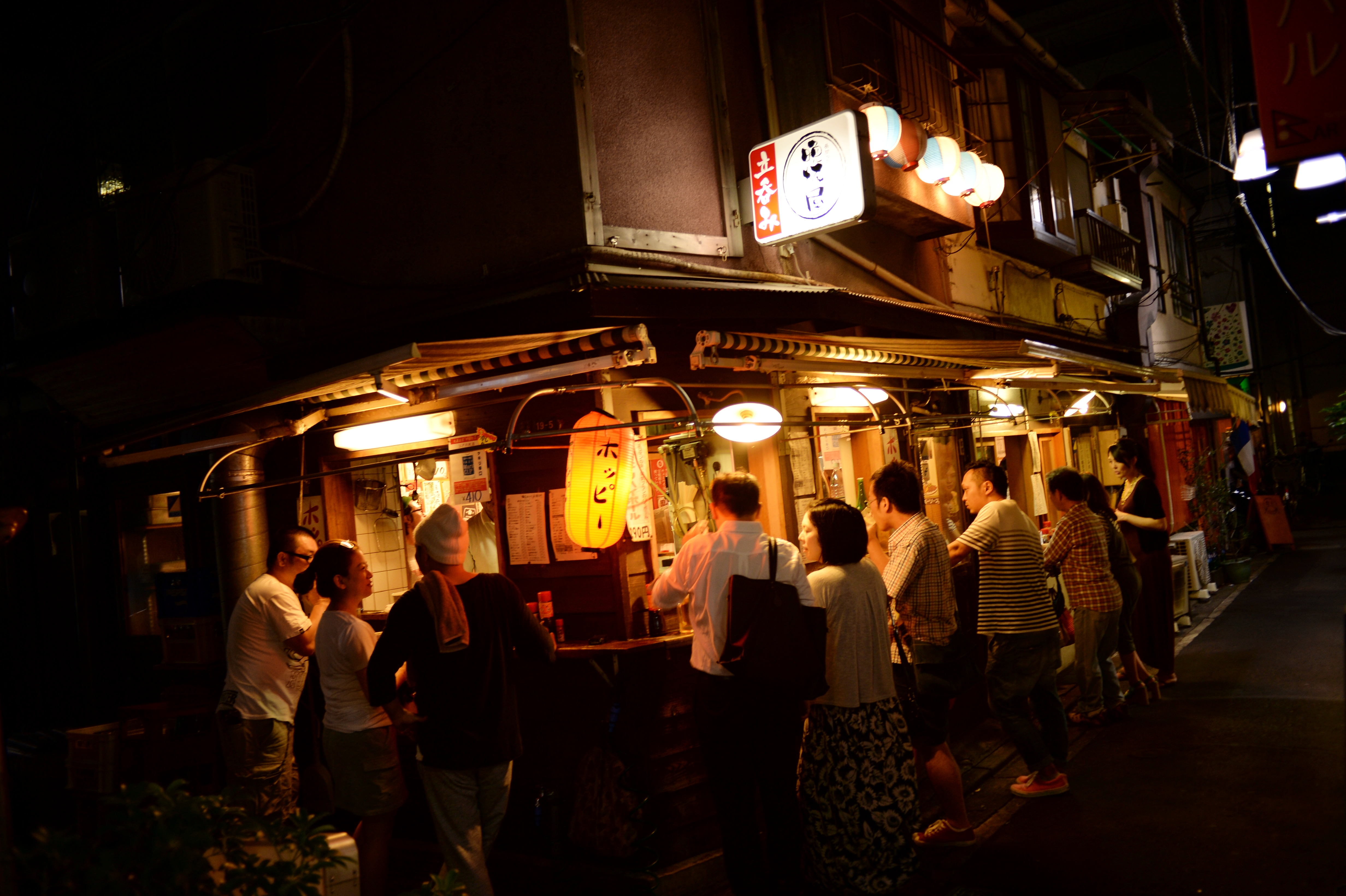
일본의 선술집(타치노미).

선술집(stand-up bar), 목로주점(木壚酒店)은 술청(목로) 앞에 서서 술을 마시는 술집이다.